# NGC 2680
NGC 2680 é uma galáxia  localizada na direcção da constelação de Cancer. Possui uma declinação de +30° 51' 57" e uma ascensão recta de 8 horas, 51 minutos e 33,6 segundos.
A galáxia NGC 2680 foi descoberta em 26 de Fevereiro de 1851 por William Parsons.